# Pum-wi-inneun geunyeo
Pum-wi-inneun geunyeo (품위있는 그녀?, lett. "Una donna di classe"; titolo internazionale The Lady in Dignity, conosciuto anche come Woman of Dignity) è un drama coreano trasmesso su JTBC dal 16 giugno al 19 agosto 2017, tra i più visti del canale e nella storia della TV via cavo in Corea del Sud, con ascolti che hanno raggiunto il 12% a episodio.

## Trama
Woo Ah-jin ha sposato il figlio di un magnate dell'industria dei prodotti per l'igiene personale e conduce una vita di lusso nell'elegante quartiere di Cheongdam-dong con il marito Ahn Jae-suk e la figlia. Quando al suocero si rende necessaria una badante, Ah-jin assume Park Bok-ja, una quarantenne all'apparenza rozza e ingenua, ma che è in realtà un'arrampicatrice sociale che mira al patrimonio della famiglia Ahn.

## Personaggi
- Woo Ah-jin, interpretata da Kim Hee-sun
- Park Bok-ja, interpretata da Kim Sun-a
- Ahn Jae-suk, interpretato da Jung Sang-hoon
Marito di Ah-jin.
- Yoon Sung-hee, interpretata da Lee Tae-im
Pittrice, amante di Jae-suk.
- Kang Ki-ho, interpretato da Lee Ki-woo
Avvocato, innamorato di Ah-jin.

### Personaggi secondari
- Cha Ki-ok, interpretata da Yoo Seo-jin
Amica di Ah-jin.
- Kim Hyo-joo, interpretata da Lee Hee-jin
Amica di Ah-jin.
- Oh Kyung-hee, interpretata da Jung Da-hye
Amica di Ah-jin.
- Baek Joo-kyung, interpretata da Oh Yeon-ah
Amica di Ah-jin.
- Signora Geum, interpretata da Moon Hee-kyung
Madre di Ah-jin.
- Heo Jin-hee, interpretata da Choi Yoon-so
Segretaria di Ah-jin.
- Ahn Tae-dong, interpretato da Kim Yong-gun
Suocero di Ah-jin.
- Park Joo-mi, interpretata da Seo Jeong-yeon
Cognata di Ah-jin.
- Ahn Jae-goo, interpretato da Han Jae-young
Fratello di Jae-suk.
- Ahn Jae-hee, interpretata da Oh Na-ra
Sorella di Jae-suk.
- Ahn Ji-hoo, interpretata da Lee Chae-mi
Figlia di Ah-jin e Jae-suk.
- Ahn Woon-kyu, interpretato da Lee Geon-woo
Figlio di Joo-mi e Jae-goo.

## Ascolti
| Episodio | Data di trasmissione | Titolo                                                             | Dati AGB            | Dati AGB                   | Dati TNMS |
| Episodio | Data di trasmissione | Titolo                                                             | A livello nazionale | Area metropolitana di Seul | Dati TNMS |
| -------- | -------------------- | ------------------------------------------------------------------ | ------------------- | -------------------------- | --------- |
| 1        | 16 giugno 2017       | Vita con vista (전망 종은 인생)                                    | 2,044%              | 2,435%                     | 2,2%      |
| 2        | 17 giugno 2017       | Matisse & Kandinsky (마티스와 칸딘스키)                            | 3,108%              | 3,126%                     | 2,5%      |
| 3        | 23 giugno 2017       | Gossip pericoloso (위험한 가십)                                    | 2,871%              | 3,273%                     | 2,8%      |
| 4        | 24 giugno 2017       | Scelte e segreti (선택과 비밀)                                     | 3,285%              | 3,149%                     | 3,8%      |
| 5        | 30 giugno 2017       | Avidità, con amore (탐욕은 사랑을 타고)                            | 3,609%              | 3,658%                     | 2,6%      |
| 6        | 1 luglio 2017        | La notte prima della tempesta (폭풍전야)                           | 4,518%              | 5,250%                     | 3,5%      |
| 7        | 7 luglio 2017        | Triangolo (드라이앵글)                                             | 4,091%              | 4,346%                     | 2,4%      |
| 8        | 8 luglio 2017        | Il soffitto di vetro e il pavimento di vetro (유리천장과 유리바닥) | 5,795%              | 6,285%                     | 5,9%      |
| 9        | 14 luglio 2017       | Il prologo della guerra (전쟁의 서막)                              | 5,010%              | 5,196%                     | 4,2%      |
| 10       | 15 luglio 2017       | L'ultimo brunch (마지막 브런치)                                    | 6,899%              | 7,326%                     | 7,6%      |
| 11       | 21 luglio 2017       | Destino contorto (억갈린 운명)                                     | 8,476%              | 9,062%                     | 8,0%      |
| 12       | 22 luglio 2017       | Il fascino dei benefici reciproci (상생의 묘미)                    | 8,944%              | 9,493%                     | 8,3%      |
| 13       | 28 luglio 2017       | Mostrami i soldi (쇼 미 더 머니)                                   | 6,773%              | 7,068%                     | 6,0%      |
| 14       | 29 luglio 2017       | Tempismo (타이밍)                                                  | 9,131%              | 9,575%                     | 8,5%      |
| 15       | 4 agosto 2017        | I sospettati (용의자들)                                            | 7,398%              | 8,089%                     | 6,6%      |
| 16       | 5 agosto 2017        | Un futuro imprevedibile (예측불허)                                 | 9,986%              | 10,364%                    | 9,9%      |
| 17       | 11 agosto 2017       | Proprio come lei (그 녀 처럼)                                      | 8,430%              | 8,982%                     | 7,7%      |
| 18       | 12 agosto 2017       | Il punto di non ritorno (돌아올 수 없는 지점)                      | 9,748%              | 10,250%                    | 9,2%      |
| 19       | 18 agosto 2017       | Nessuno lo sa (아무도 모른다)                                      | 9,694%              | 9,953%                     | 7,2%      |
| 20       | 19 agosto 2017       | Chiamata al sipario (커튼콜)                                       | 12,065%             | 12,692%                    | 10,9%     |
| Media    | Media                | Media                                                              | 6,491%              | 6,856%                     | 5,8%      |

## Colonna sonora
1. When the Cold Wind Blows (찬바람이 불면) – Ivy
2. Fly with the Wind (돌려놔) – Navi e Lina
3. Only Love You(너만 사랑하다가) – The Brothers
4. Don't Want To Believe (믿고 싶지 않아) – Lee Si-eun
5. I Miss You (보고싶어) – Kim Seong-ri
6. Drunken Night (Drama Ver.) (보고싶어) – Norwegian Wood
7. Anything – B.Heart
8. Why (왜) – The NuTs
9. Anding – Stephanie

## Riconoscimenti
- Korea Drama Award
  - 2017 – Hot Star Award a Lee Tae-im
  - 2017 – Candidatura Excellence Award, Actor a Lee Ki-woo
- The Seoul Award[3]
  - 2017 – Best Supporting Actor a Jung Sang-hoon
  - 2017 – Candidatura Best Drama
  - 2017 – Candidatura Best Actress a Kim Hee-sun
  - 2017 – Candidatura Best Supporting Actress a Seo Jeong-yeon
- Asia Artist Award
  - 2018 – Grand Prize (Daesang) a Kim Hee-sun
- Baeksang Arts Award[4][5]
  - 2018 – Best Director a Kim Yoon-chul
  - 2018 – Candidatura Best Actress a Kim Hee-sun
  - 2018 – Candidatura Best Actress a Kim Sun-a
  - 2018 – Best Screenplay a Baek Mi-kyung
  - 2018 – Best Supporting Actor a Jung Sang-hoon